# 교황 마르첼로 2세
교황 마르첼로 2세(라틴어: Marcellus PP. II, 이탈리아어: Papa Marcello II)는 제222대 교황(재위: 1555년 4월 9일 - 1555년 5월 1일)이다. 본명은 마르첼로 체르비니(이탈리아어: Marcello Cervini)이다. 현재까지 기독교 역사에서 교황으로 선출된 후에도 자신의 본명(마르첼로)을 그대로 사용한 마지막 교황이다.

## 생애 초기
마체라타와 로레토 인근의 작은 마을 몬테파노 태생인 마르첼로는 안코나의 교황청 회계원인 리카르도 체르비니의 아들이다. 그의 가족들은 토스카나 주 몬테풀치아노 출신인데, 이곳은 한때 시에나에 속해 있었다가 나중에 피렌체에 속하게 된 곳이다. 마르첼로에게는 알레산드로와 로물로라는 두 이복 형제와 빈첸초 벨라르미노의 아내이자 로베르토 벨라르미노의 모친인 신치아 체르비니라는 누이가 있었다.
마르첼로는 시에나와 피렌체에서 공부하였으며, 라틴어와 그리스어, 이탈리아어에 능숙하였다. 또한 그는 법학, 철학, 수학 교육 등도 받았다. 점성술에 관심이 있었던 그의 부친은 자기 아들의 운명을 점쳐본 결과, 그가 고위 성직자가 될 것이라는 점괘가 나오자 성직에 입문시켰다.

## 사제 서품
마르첼로는 시에나에서 신학 공부를 한 후 새 교황의 선출을 축하하기 위한 피렌체 대표단의 일원으로 로마를 방문하였다. 그의 부친이 교황 클레멘스 7세와 개인적인 친분이 있었기 때문에 교황청 서기(Scrittore Apostolico)로 등용되었다. 그는 달력을 동기화하기 위해 천문 연구와 달력 연구에 착수했다. 1527년 그는 로마 약탈이 일어나자 로마에서 도망쳤으나 나중에 돌아와서 알레산드로 파르네세 추기경(훗날의 교황 바오로 3세)의 집에 들어가 의탁하였다. 마르첼로는 1535년에 사제 서품을 받았다.

## 추기경
1534년 파르네세 추기경이 교황 바오로 3세로 등극하자 마르첼로는 그의 비서로 임명되었으며(1534–1549) , 교황의 조카인 알레산드로 파르네세의 가까운 조언자가 되었다. 이후 그는 교황청 서기장(Protonotarius Apostolicus)이 되었다. 마르첼로는 바오로 3세가 프랑수아 1세와 카를 5세 사이의 휴전을 촉구하기 위해 니스를 방문할 때 그를 수행했다. 이후 파르네세 추기경과 동행하여 스페인과 프랑스, 스페인령 네덜란드를 방문한 그는 휴전 조약을 체결하는데 도움을 주었다. 1539년 바오로 3세는 마르첼로를 이탈리아 니카스트로의 주교로 임명하였다. 그러나 마르첼로는 교황으로 선출되기 전까지 주교로 축성되지 않았다. 그가 네덜란드에서 교황 대사로 봉직하는 동안, 1539년 12월 19일 바오로 3세에 의해 예루살렘의 성십자가 성당의 사제급 추기경에 서임되었다.
파르네세 추기경이 로마로 소환된 후에도 마르첼로는 계속 네덜란드에 머물렀다. 이후 10년간 마르첼로는 레조와 구비오의 임시 관리 교구장을 겸하게 되었다. 로마에 있는 그의 집은 르네상스 문화의 중심지가 되었으며, 마르첼로 본인도 당시 주요 인문주의자들과 서신을 주고받았다.
트리엔트 공의회에서 그는 레지널드 폴 추기경과 조반니 마리아 초키 델 몬테 추기경(훗날의 교황 율리오 3세)과 더불어 공의회를 주재하는 세 의장들 중 한 명으로 선출되었다. 그는 바오로 3세의 치세가 끝날 때까지 계속 공의회 의장을 맡다가 신성 로마 제국 황제 카를 5세를 회유하기 위해 교체되었다. 그는 정통 신앙과 교회 규율을 옹호했을 뿐만 아니라 영적·세속적 문제에 대해서 교황이 가장 높은 보편적 권위를 지닌다고 주장하여 황제의 미움을 샀다. 1548년(또는 1550년) 마르첼로는 바티칸 도서관 감독관(Protettore della Biblioteca Apostolica)에 임명되었다.
그를 임명한다는 교황 소칙서는 1550년 5월 24일 새 교황 율리오 3세에게서 나왔는데, 바티칸 도서관 사서가 아니라 거룩한 로마 교회의 사서(Bibliothecarius Sanctae Romanae Ecclesiae)라는 직함을 받았다. 왜냐하면 그가 도서관을 담당하게 된 최초의 추기경이었기 때문이다. 임기 동안 그는 특히 기독교 고고학 문제에 대한 조언을 받은 오누피로 판비니오 뿐만 아니라 마르첼로와 실레토 등을 기용하였다. 그는 그리스어 필사본 143권을 포함하여 바티칸 도서관에 500여권의 필사본을 비치하고 이들 목록을 손수 기입하였다. 이 기입장(Vaticanus Latinus 3963)은 오늘날까지 남아있다.

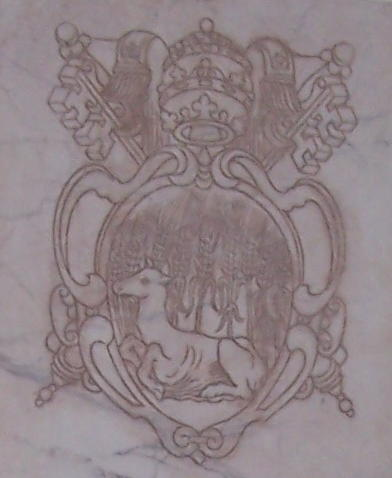
교황 마르첼로 2세의 문장

1549년 12월 3일 바오로 3세의 후임자를 뽑는 콘클라베(1549-1550)가 소집되어 마르첼로 체르비니를 포함하여 총 51명의 추기경이 참석하였다. 처음 표를 받은 후보는 폴 추기경과 스폰드라티 추기경, 카르피 추기경, 리돌피 추기경이었다. 카를 5세의 지지를 받은 폴은 첫 번째 투표에서 두 표를 받았지만, 이후 더이상의 표를 받지는 못했다. 카를 5세의 지지를 받은 또 다른 후보로는 스페인 부르고스 교구장 후안 알바레즈 데 톨레도가 있었지만, 전임 교황 바오로 3세의 조카인 알레산드로 파르네세와 프랑스인 추기경들의 강한 반대로 그 역시 낙선하였다.
12월 12일, 프랑스 진영에서 다섯 표 이상의 표가 이폴리토 데스테에게 던져졌으나 더이상의 표를 얻지는 못하자 마르첼로 체르비니 추기경을 유력 후보로 내세웠다. 알레산드로 파르네세와 그의 당파 역시 마르첼로에게 긍정적으로 기울였으나, 황제의 진영은 그렇지 않다. 유감스럽게도 마르첼로는 열이 나서 12월 22일 콘클라베를 떠나야만 했다. 최종적으로 추기경들은 1550년 2월 7일 조반니 마리아 초키 델 몬테를 교황으로 선출하였으며, 그가 바로 교황 율리오 3세이다.

## 교황 선출
율리오 3세의 선종 후 소집된 1555년 콘클라베에서 (전임 교황 율리오 3세처럼) 이탈리아 문제에 주력한 프랑스파와 공의회를 통한 교회 개혁에 열중하였으나 그 내용은 황제가 통제하도록 하자는 황제파가 크게 격돌하였다. 1555년 4월 9일 콘클라베가 시작된 지 4일째 저녁에 마르첼로가 그의 선출을 저지하려는 황제파 추기경들의 방해에도 불구하고 유력한 교황 후보가 되었다. 다음날 아침, 파올리나 경당에서 개시된 투표에서 마르첼로는 추기경단 단장 잠피에트로 카라파 추기경에게 표를 행사한 본인을 제외하고 모든 추기경으로부터 몰표를 받았다.
새 교황은 자신의 본명을 그대로 사용하기로 결정함으로써 마르첼로 2세가 되었다. 다음날 그는 주교로 축성됨과 동시에 교황 대관식을 치루었다. 당시는 사순 시기였기 때문에 의식은 화려하지 않고 최대한 절제하도록 하였다.

## 교황

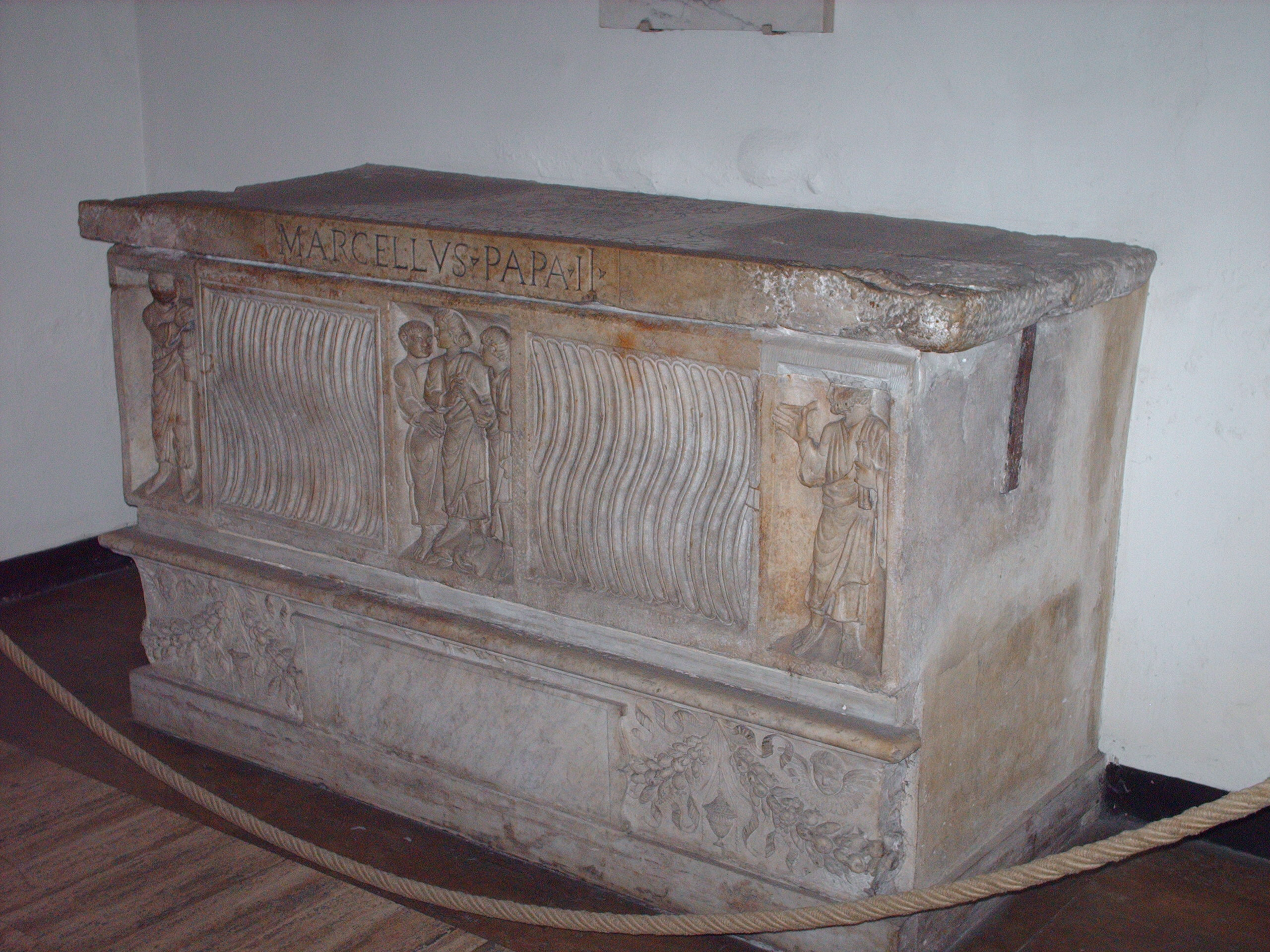
바티칸 성 베드로 대성전 지하에 있는 교황 마르첼로 2세의 무덤

마르첼로 2세는 교회 쇄신 열정이 대단하여 교회 활동의 많은 요소를 개혁하고자 했지만, 체질이 허약한 데다가 콘클라베와 이후 주교 서임식 및 교황 대관식을 치르면서 피로가 누적되고 공무에 대한 깊은 불안감, 성주간과 부활절 행사를 무리하게 집전하고자 했기 때문에 건강이 악화되었다. 결국 그는 곧 몸져 누웠다.
그는 피까지 흘렸을 정도로 상태가 위독했으나 서서히 기력을 되찾아갔다. 추기경들과의 알현 자리에서 그는 교황 선출 조건으로 더 이상 추기경들을 서임하지 않겠다고 보장한다는 문서에 서명할 것을 요구받았으나, 그는 말이 아니라 행동으로 보여주겠다며 거부하였다. 프랑스와 스페인 대사들을 만난 자리에서 그는 두 나라 군주들이 서로 합의한 평화 관계를 유지해야 하며, 만약 이를 어길 시 교황 대사와 사절들을 보낼 뿐만 아니라 교황인 자신이 직접 그들에게 가서 꾸짖을 것이라고 경고했다. 마르첼로 2세는 재임하는 동안 카를 5세와 잉글랜드의 메리 1세, 레지널드 폴 추기경 등에게 편지를 썼다. 특히 레지널드 폴에게는 그가 잉글랜드에서 교황 특사 자격을 갖고 있음을 확인해 주었다. 스페인 대사와 만난 자리에서 그가 한 사람을 죽인 죄를 용서해 달라고 청하자, 교황은 자신의 치세를 살인 면제로 시작하기를 원하지 않는다고 대답하면서 법정에 가서 재판을 받고 판결에 따르라고 권고하였다.
마르첼로 2세는 자신의 일가가 로마에 몰려오기를 원하지 않았으며, 그들이 귀족이 되기를 원하지도 않았다. 그리고 이복 형제 알레산드로의 아들들이며 자기 조카들인 리카르도와 헤레니오가 로마에 와서 자신의 후원을 받으며 사는 것을 원치 않았다. 그는 바티칸의 지출을 줄이는 정책을 즉각적으로 단행하였다. 4월 28일에 교황은 우르비노 공작을 만났으며, 4월 29일에는 페라라 공작을 만났다. 또한 파르네세, 데스테, 루이 데 기즈, 아스카니오 스포르차 등 프랑스파를 대표하는 네 명의 추기경들과도 만남을 가졌다. 그날 밤 마르첼로 2세는 잠자는데 불편함을 호소하였다. 다음날 30일 아침, 그는 뇌졸중으로 혼수 상태에 빠졌다. 그리고 그날 밤에 그는 교황으로 선출된지 22일 만에 선종하였다.
유명한 다성 음악 가운데 하나인 팔레스트리나의 교황 마르첼로 미사곡(Missa Papae Marcelli)은 전통적으로 1562년경 마르첼로 2세를 추모하기 위해 작곡된 곡으로 전해진다. 불과 22일 동안 재위한 마르첼로 2세는 역대 교황들 중 여섯 번째로 재위기간이 짧은 교황이다.

## 같이 보기
- 교황 목록